# Xestia c-nigrum
Espèce
Xestia c-nigrum, le C-noir, est une espèce de lépidoptères (papillons) de la famille des Noctuidae.

## Distribution
Papillon cosmopolite, répandu dans toute l'Europe sauf l'extrême nord.

## Synonymie
Selon BioLib (3 mai 2018) :
- Agrotis c-nigrum
- Amanthes c-nigrum
- Amates c-nigrum
- Amathes c-nigrum